# C.J.ウィルソン (ディフェンシブエンド)
C.J.ウィルソン（C. J. Wilson 1987年3月30日 - ）はノースカロライナ州ベルハーベン出身のアメリカンフットボール選手。現在フリーエージェント。ポジションはディフェンシブエンド。

## 経歴
高校時代にはラインバッカー、コーナーバック、セイフティ、ランニングバック、タックル、フルバックと多くのポジションでプレーした。3年次にはチームキャプテンを勤めた。またバスケットボール、陸上競技も行っている。
大学進学前、Scout.comから2つ星にランクされた彼は、奨学金のオファーを唯一受けたイーストカロライナ大学に2005年秋入学した。だがその年、NCAAの資格要件を満たしておらず、2006年春より、フットボール部での活動を始めた。1年次の2006年10月14日、タルサ大学戦で初サック、7タックルをあげた。この年先発7試合を含む13試合に出場し、チームトップの4サック、29タックルをあげてカンファレンスUSAのフレッシュマンチームに選ばれた。2年次の2007年には当初控えディフェンシブラインマンであったが、4試合が終了した後、先発に昇格、9月29日のヒューストン大学戦では9タックル、2.5サックをあげ、FGもブロックした。この年7サック、36タックルをあげ、カンファレンスのセカンドチームに選ばれた。3年次の2008年にはカンファレンス2位の10.5サックをあげてカンファレンスの最優秀守備選手、スポーティングニュース、ESPNよりカンファレンスUSA最優秀選手に選ばれた。4年次にも全14試合に先発出場、5.5サック、57タックルをあげて、スポーティングニュースよりカンファレンス最優秀守備選手に選ばれた。またテッド・ヘンドリクス賞（全米最優秀ディフェンシブエンドに与えられる賞）、ロンバルディ賞（全米最優秀ラインマンに与えられる賞）、ブロンコ・ナグルスキー賞（全米最優秀ディフェンス選手に与えられる賞）候補のリストにもあげられた。
ドラフト前のコンバインでは、ベンチプレスで32回あげている。
2010年のNFLドラフト7巡でグリーンベイ・パッカーズに指名された。この年15試合に出場し、1サック、21タックルをあげた。チームはこの年第45回スーパーボウルに優勝した。

## 人物
ドラフト前の評価ではパスラッシュのクイックネス、スピードはあるが、横方向への敏捷性に欠けており、その時点ではパスラッシュ要員としてしか出場できないだろうとされた。
2歳の時から父親にピアノを習っており、第45回スーパーボウルの直前にチームが宿泊したホテルで、チームメートにピアノの腕を披露した。6フィート3インチ、300ポンドの巨漢である彼がピアノを弾くと聞いた際、チームメートは最初それを信じずに笑った。